# The Dickies
The Dickies is een Amerikaanse punkband opgericht in 1977 in San Fernando Valley, Los Angeles. De stijl van de band is over het algemeen vrij melodieus en kan worden gezien als een voorloper van de poppunk. De muziekstijl van The Dickies wordt vaak tot de bubblegumpunk gerekend.

## Geschiedenis
The Dickies waren in de jaren 70 een van de eerste punkbands uit Los Angeles. De band werd opgericht in 1977 nadat gitarist Stan Lee en bassist Billy Club een concert van de Britse punkband The Damned hadden bijgewoond. In september dat jaar speelde The Dickies in Whisky a Go Go voor de eerste keer live. Tijdens deze periode werd The Dickies de eerste Californische punkband die op een groot Amerikaans tv-netwerk te horen was (tijdens de sitcom C.P.O. Sharkey) en tevens de eerste Californische punkband dat een contract tekende bij een grote platenmaatschappij (namelijk A&M Records).
In de jaren 80 kende de band minder succes. The Dickies speelde minder shows vanwege onder andere drugsproblemen en liet dit decennium slechts twee studioalbums uitgeven, wat een stuk minder is dan voorheen (twee studioalbums in 1978 en 1979). In juni 1981 pleegde bandlid Chuck Wagon zelfmoord vanwege een ruzie met zijn ex-vriendin. De band is echter nooit opgeheven en speelt tot de dag van vandaag af en toe shows. Ook wordt er nog steeds nieuw materiaal opgenomen.

## Discografie

### Studioalbums
- The Incredible Shrinking Dickies (1979)
- Dawn of the Dickies (1979)
- Stukas Over Disneyland (1983)
- Second Coming (1989)
- Idjit Savant (1995)
- Dogs from the Hare That Bit Us (1998)
- All This and Puppet Stew (2001)

### Livealbums
- Locked 'N' Loaded Live in London (1991)
- Still Got Live Even If You Don't Want It (1999)
- Live in London (2002)
- Dickies Go Bananas (2008)
- Live Destruction (2008)
- 1977: A Night That Will Live in Infamy (2014)
- Live When They Were Five: City Gardens 1982 (2014)
- Banana Splits (2016)

### Verzamelalbums
- We Aren't the World (1986)
- Great Dictations (1989)
- Punk Singles Collection (2002)